# Britta Bilač
Britta Bilač (* 4. Dezember 1968 in Saalfeld/Saale als Britta Vörös) ist eine ehemalige slowenische Hochspringerin.

## Laufbahn
Vörös wurde 1990 mit 1,91 m letzte Hallenmeisterin der DDR im Hochsprung. Bei den Halleneuropameisterschaften in Glasgow gewann sie mit 1,94 m Silber hinter Heike Henkel.
Im November 1991 heiratete sie den slowenischen Weitspringer Borut Bilač. Ab der folgenden Saison startete sie für Slowenien.
1992 folgte einem vierten Platz bei den Halleneuropameisterschaften in Genua Rang 15 bei den Olympischen Spielen in Barcelona. Im Jahr darauf siegte sie bei den Mittelmeerspielen und wurde Elfte bei den Weltmeisterschaften in Stuttgart.
1994 wurde sie zunächst Siebte bei den Halleneuropameisterschaften in Paris und gewann dann bei den Europameisterschaften in Helsinki mit persönlicher Bestleistung von 2,00 m Gold. Bei den Hallenweltmeisterschaften 1995 in Barcelona kam sie hinter Alina Astafei und vor Heike Henkel auf den Silberrang.
1996 wurde sie Neunte bei den Olympischen Spielen in Atlanta und 1997 Siebte bei den Weltmeisterschaften in Athen.
1992, 1993 und 1997 wurde sie slowenische Meisterin im Freien, 1993 in der Halle.
Britta Bilač ist 1,81 m groß und wog zu Wettkampfzeiten 62 kg. 1994 wurde sie zur slowenischen Sportlerin des Jahres gewählt.

## Persönliche Bestleistungen
- Hochsprung: 2,00 m, 14. August 1994, Helsinki
  - Halle: 2,00 m, 9. Februar 1994, Frankfurt